# Still Pond
Still Pond es un lugar designado por el censo ubicado en el condado de Kent en el estado estadounidense de Maryland. En el Censo de 2020 tenía una población de 118 habitantes y una densidad poblacional de 245,83 habitantes por km². Fue incluido como CDP en el censo de 2020. 

## Geografía
Still Pond se encuentra ubicado en las coordenadas 39°19′45″N 76°02′44″O / 39.32917, -76.04556. Según la Oficina del Censo de los Estados Unidos,  tiene una superficie total de 0,48 km², todos correspondientes a tierra firme.